# Фредерика Греческая
Фредерика Греческая (греч. Φρειδερίκη της Ελλάδας; урождённая Фредерика Луиза Тира Виктория Маргарита София Ольга Цецилия Изабелла Криста, принцесса Ганноверская, герцогиня Брауншвейг-Люнебургская; нем. Friederike Luise Thyra Victoria Margarita Sophia Olga Cecilia Isabella Christa Prinzessin von Hannover, Herzogin zu Braunschweig-Lüneburg; 18 апреля 1917, Бланкенбург — 6 февраля 1981, Мадрид) — супруга короля Греции Павла I и мать короля Константина II.

## Юность
Фредерика родилась в семье герцога Брауншвейгского Эрнста Августа и принцессы Виктории Луизы Прусской, единственной дочери германского императора Вильгельма II и Августы Виктории Шлезвиг-Гольштейнской. Как дочь ганноверского принца, она была принцессой Ганновера, Великобритании и Ирландии, а также герцогиней Брауншвейг-Люнебургской.
Через своего деда по материнской линии Фредерика приходилась правнучкой германскому императору Фридриху III и Виктории Великобританской, дочери королевы-тёзки.
Благодаря этому Фредерика состояла в дальних родственных связях с королевой Великобритании Елизаветой II. На момент своего рождения она, как потомок Георга III, занимала 34-е место в очереди наследования британского престола.

## Брак
В 1936 году принц Павел, наследный принц Греции, сделал ей предложение в Берлине. О их обручении было официально объявлено 28 сентября 1937 года. 9 января 1938 года они поженились в Афинах. Принц Павел был сыном короля Константина I и Софии Прусской, сестры германского императора Вильгельма II (поэтому он приходился Фредерике двоюродным дядей).
Сначала молодые проживали в роскошном особняке, известном как «Дворец Фредерики» в пригороде Афин Психиконе. Через десять месяцев после свадьбы, 2 ноября 1938 года, родился их первый ребёнок принцесса София, будущая королева Испании. 2 июня 1940 года родился сын, будущий король Константин II, в 1942 родилась принцесса Ирина.

## Война и изгнание
В разгар Второй мировой войны, в апреле 1941 года греческая королевская семья была эвакуирована на остров Крит. В эмиграции король Георг II и остальные члены греческой королевской семьи обосновались в Южной Африке. Последний ребёнок супругов, принцесса Ирина, родилась 11 мая 1942 года.
Вскоре после этого немецкие войска напали на Крит. Семья Фредерики переехала ещё раз, теперь в Лондон. В конце концов они обосновались в Египте в феврале 1944 года.
1 сентября 1946 года греческий народ на референдуме решил восстановить короля Георга на престоле. Наследный принц и принцесса вернулись на свою виллу в Афины.

## Королева Греции
1 апреля 1947 года король Георг II умер, и муж Фредерики взошёл на трон Греции под именем Павла I. Политическая нестабильность в Северной Греции привели к гражданской войне.

Штандарт королевы Греции Фредерики

Во время гражданской войны королева Фредерика организовала по всей Греции сеть из 53 лагерей беженцев, где находили приют, в основном, дети-сироты и дети из бедных семей. Роль этих лагерей оспаривалась как средство пропаганды монархии в рамках учебной программы. Гражданская война в Греции закончилась в августе 1949 года.
В 1953 году Фредерика наносила государственные визиты во многие государства мира. В том же году она появилась на обложке журнала Time. 14 мая 1962 года в Афинах её старшая дочь София вышла замуж за принца Испании Хуана Карлоса, будущего короля Испании Хуана Карлоса I.
Фредерика была печально известна своими многочисленными произвольными и неконституционными вмешательствами в греческую политику и столкновениями с демократически избранным правительством. За рубежом она была мишенью для оппозиции. В 1963 году во время посещения Лондона, беспорядки заставили её временно искать убежище в доме незнакомца. Её вмешательство в политику подвергалось резкой критике.
6 марта 1964 года король Павел умер от рака, и её сын взошел на трон как Константин II. Фредерика приняла титул вдовствующей королевы, но продолжала служить в роли королевы. Когда её сын Константин II женился на принцессе Анне-Марии Датской 18 сентября того же года, королева Фредерика стала меньше участвовать в публичной жизни страны, предоставив это право новой королеве.

## Смерть
Королева Фредерика умерла 6 февраля 1981 года в изгнании в Мадриде. Причиной смерти был скорее всего сердечный приступ и неправильное удаление катаракты из глазного яблока.
Она была похоронена в Татое. Константину и его семье было разрешено присутствовать на службе, но не оставаться больше суток, и он был вынужден покинуть страну, проведя в ней всего несколько часов.

### Титулы
- 18 марта 1917 — 9 января 1938: Её Королевское Высочество Принцесса Фредерика Ганноверская, Великобританская и Ирландская
- 9 января 1938 — 1 апреля 1947: Её Королевское Высочество Наследная принцесса Греции, принцесса Датская, герцогиня Спартанская
- 1 апреля 1947 — 6 марта 1964: Её Величество Королева Греции
- 6 марта 1964 — 6 февраля 1981: Её Величество Королева Греции Фредерика, Королева-мать